# Esametilbenzene
L'esametilbenzene è un composto aromatico derivato dal benzene dove tutti sei gli atomi di idrogeno sono stati sostituiti con altrettanti gruppi metilici -CH3. A temperatura ambiente appare come un solido cristallino incolore praticamente insolubile in acqua.

## Sintesi
L'esametilbenzene può essere ottenuto per metilazione in ambiente anidro del pentametilbenzene con clorometano, in presenza di cloruro di alluminio con funzione di catalizzatore:

 + CH3Cl →  + HCl

## Forme ionizzate

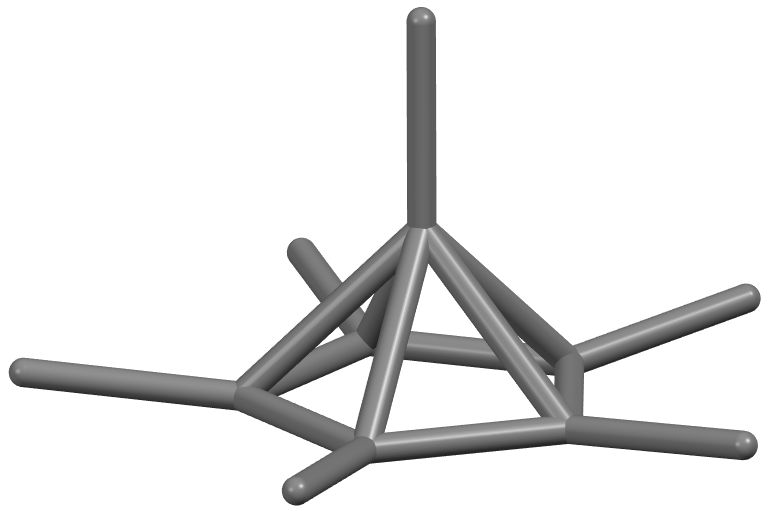
Rappresentazione tridimensionale del dicatione esametilbenzene con forma pentagonale piramidale

Il 25 novembre 2016, in una pubblicazione su Angewandte Chemie, viene riportata la descrizione di un dicatione esametilbenzenico con struttura pentagonale-piramidale, dimostrando che l'atomo centrale di carbonio usa tutti e sei i suoi elettroni per formare legami chimici con altrettanti atomi di carbonio con una struttura piramidale centrale, replicando per la seconda volta un esperimento del 1973. La struttura è stata riprodotta usando un acido che ha dato la possibilità di creare alcuni milligrammi del composto.

## Utilizzo
L'esametilbenzene è, come il pentametilbenzene, molto poco utilizzato a livello industriale data anche la sua instabilità con sostanze ossidanti. La sua area di interesse è praticamente limitata all'ambito della ricerca chimica.